# محمد عبد اللطيف (لاعب كورة قدم)
محمد عبد اللطيف الطلال (مواليد 10 يناير 1996) هو لاعب كرة قدم سعودي.

## مسيرة اللاعب
لعب سابقاً في الفئات السنية في نادي الاتحاد و لعب بعدها في نادي الأنصار ونادي جدة ونادي نجران.